# Rotterdams Philharmonisch Orkest
Het Rotterdams Philharmonisch Orkest (RPhO) is een Nederlands symfonieorkest met als thuisbasis De Doelen in Rotterdam.

## Geschiedenis

### Oorsprong

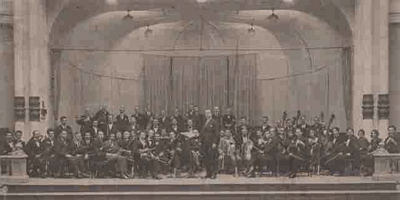
Optreden in "Groote Doelenzaal" (1923)

Op 10 juni 1918 werd het in een zaaltje van de Tivoli Schouwburg het Genootschap van Beroepsmusici tot onderlinge Kunstbeoefening, opgericht door onder anderen Meijer Wery, Jules Zagwijn en dirigent Willem Feltzer. Twee jaar later werd het genootschap herdoopt tot Rotterdamsch Philharmonisch Genootschap. In 1937 kreeg het zijn huidige naam als Rotterdams Philharmonisch Orkest.

### Ontwikkeling
Eduard Flipse, chef-dirigent van 1930 tot 1962, maakte er een professioneel ensemble van. Onder de eveneens Nederlandse dirigent Edo de Waart, die het orkest van 1967 tot 1979 leidde, waarvan de laatste zes jaar als artistiek directeur, heeft het RPhO veel grammofoonplaten en buitenlandse tournees gemaakt, waardoor het orkest aanzienlijk in internationaal aanzien steeg. Onder de daaropvolgende chef-dirigenten David Zinman, James Conlon en Jeffrey Tate werd dat geconsolideerd.
Vanaf 1995 was de chef-dirigent van het RPhO de Rus Valery Gergiev, tevens artistiek en algemeen directeur van het Mariinskitheater (voorheen Kirov Opera) in Sint-Petersburg. In 2008 werd deze positie overgenomen door de Canadese dirigent Yannick Nézet-Séguin. Hij werd in september 2018 opgevolgd door de Israëlische dirigent Lahav Shani, die een contract kreeg voor vijf jaar.
Van het bombardement op Rotterdam in 1940 tot aan het gereedkomen van de nieuwe Doelen in 1966 had Rotterdam geen eigen concertzaal. Het orkest trad in die jaren wel op in de Rivièrahal van Diergaarde Blijdorp.

### Rotterdam Philharmonic Gergiev Festival
Bij zijn aantreden als chef-dirigent in 1995 namen Valery Gergiev en het Rotterdams Philharmonisch Orkest het initiatief voor een meerdaags muzikaal evenement met grote ambities. Een jaar later presenteerden zij het Rotterdam Philharmonic Gergiev Festival. Deze in 1996 gestarte concertreeks groeide uit tot een grootschalig muziekfestival. De eerste jaren werd een componist gekozen als middelpunt. Vanaf 2006 is een aantal keren gekozen voor een breder thema:
- Vrijheid (2006)
- Liebesnacht (2007)
- Hemel en Aarde (2008)
- Eeuwige Jeugd (2009)
- Resurrection - a Story of Rotterdam (2010)
- Sea & City (2011)
- Sea & You (2012)

In 2013, precies 25 jaar na zijn debuut bij het Rotterdams Philharmonisch Orkest, markeerde het festival Valery Gergievs zilveren band met de stad. Honderd jaar na het uitbreken van de Eerste Wereldoorlog schilderde festivaljaargang 2014 een indrukwekkend beeld van grote industriële, sociale, culturele en muzikale ontwikkelingen in tijden van hevige strijd. Rode draad was een symfonisch drieluik met iconische werken van Maurice Ravel, Sergei Prokofjev, Dmitri Sjostakovitsj en hun tijdgenoten. In 2015 stond de componist Sergej Rachmaninov centraal.

## Lijst van chef-dirigenten
- Willem Feltzer (1918-1928)
- Alexander Schmuller (1928-1930)
- Eduard Flipse (1930-1962)
- Franz Paul Decker (1962-1967)
- Jean Fournet (1968-1973)
- Edo de Waart (1973-1979)
- David Zinman (1979-1982)
- James Conlon (1983-1991)
- Jeffrey Tate (1991-1995)
- Valery Gergiev (1995-2008)
- Yannick Nézet-Séguin (2008-2018)
- Lahav Shani (2018-2026)[5]

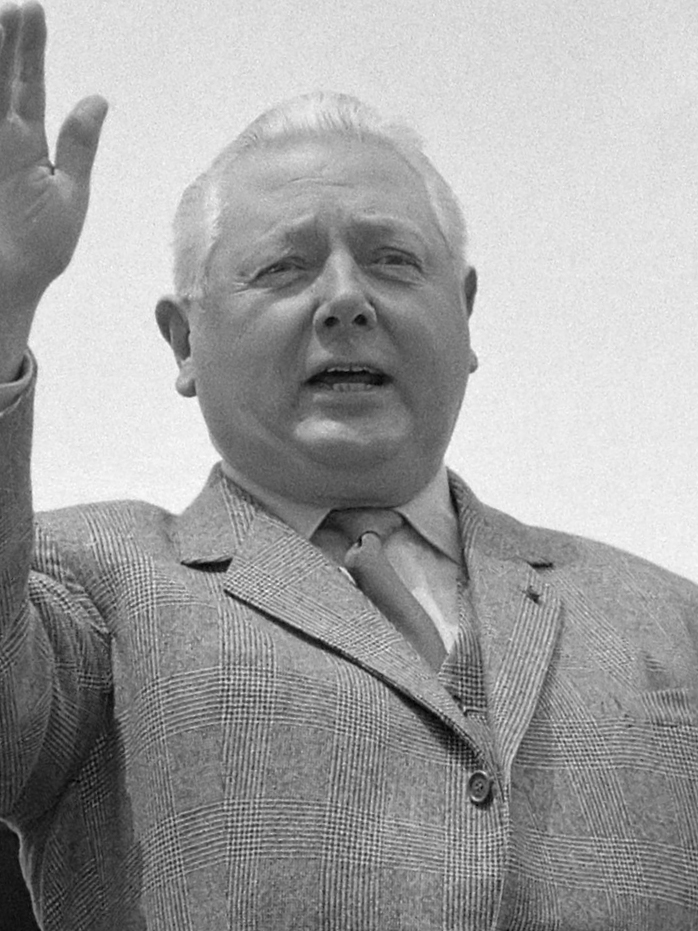
Eduard Flipse
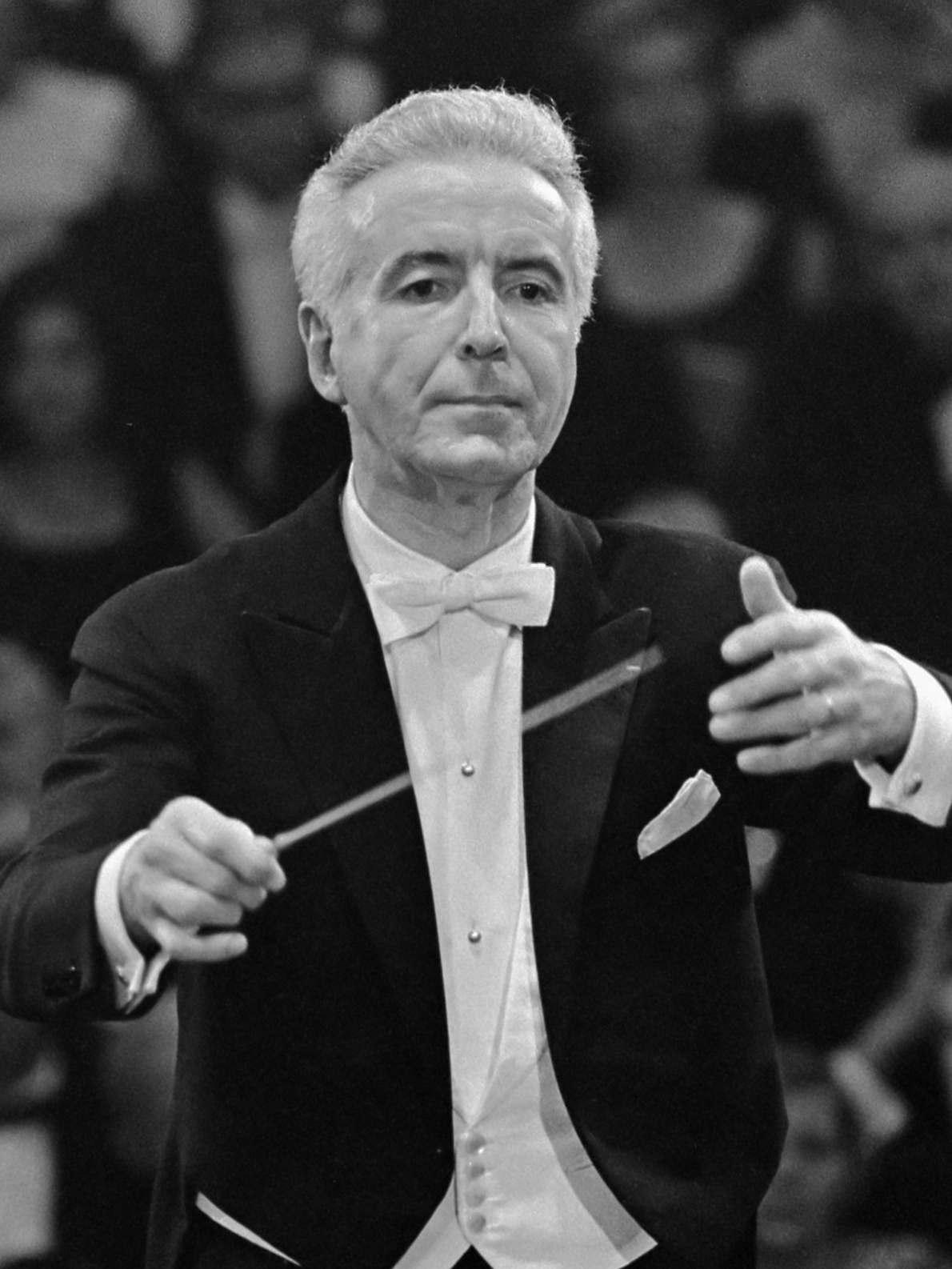
Jean Fournet
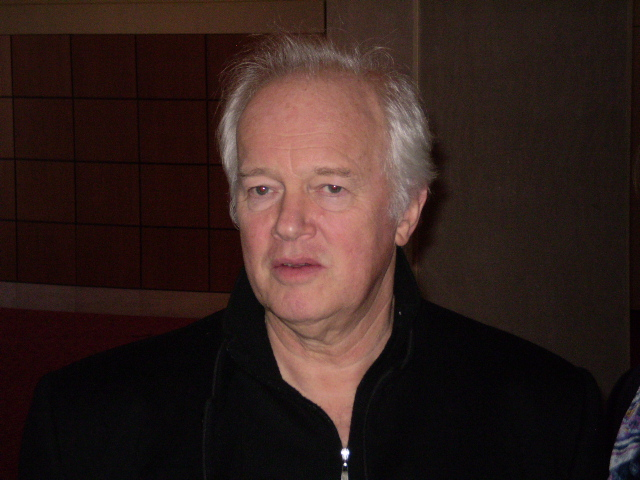
Edo de Waart
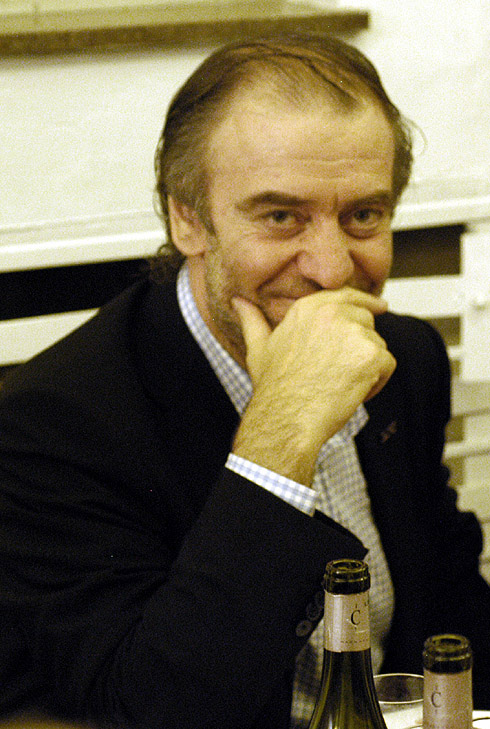
Valeri Gergiev
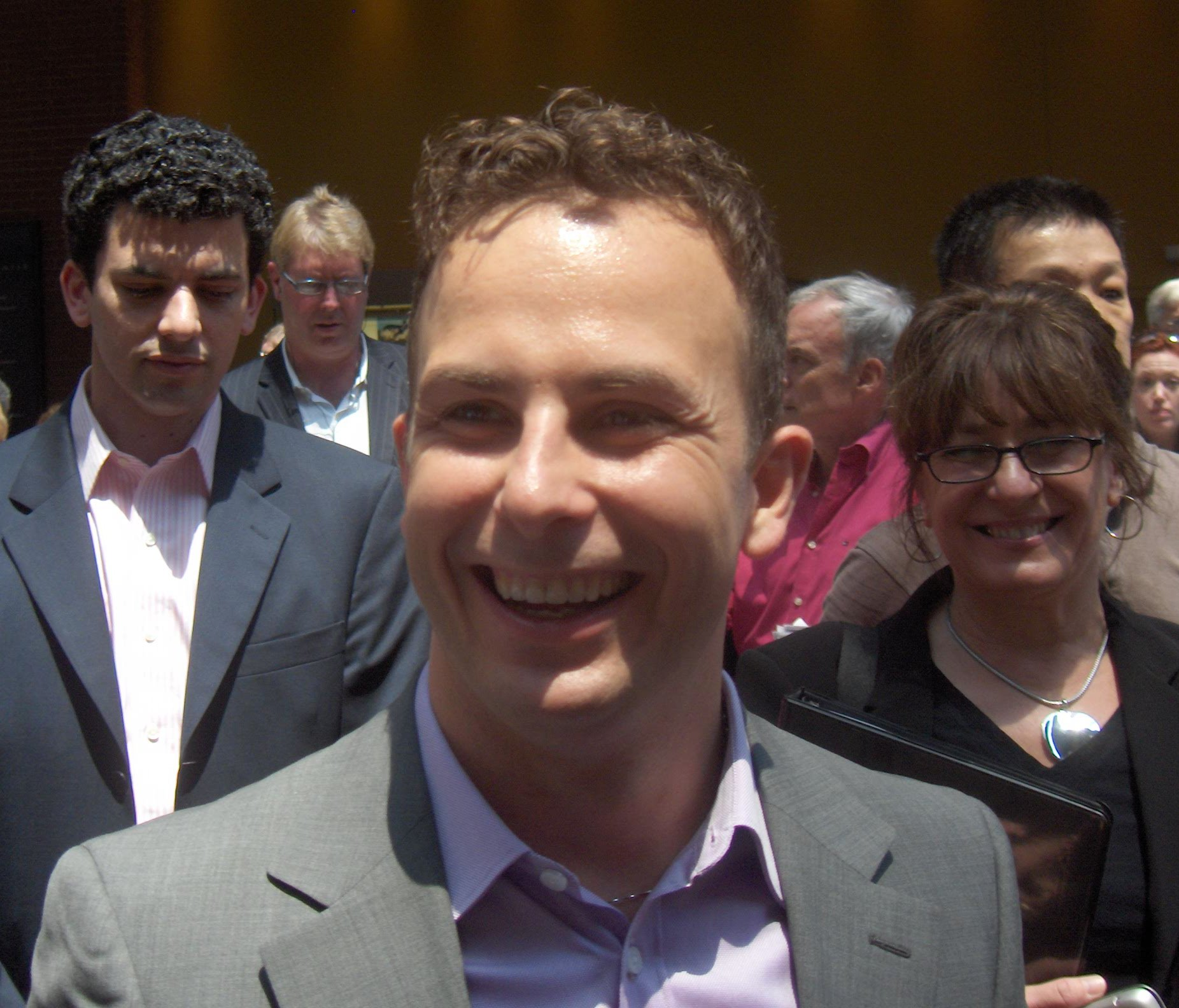
Yannick Nézet-Séguin